# 杠三
仙后座49，又名BD+75 86，HD 12339、SAO 4565、HR 592，是仙后座的一颗恒星，视星等为5.22，位于銀經127.44，銀緯13.9，其B1900.0坐标为赤經1h 55m 57.4s，赤緯+75° 13.9′ 4″。